# Paul da Madriz
Paul da Madriz este o arie protejată (arie de protecție specială avifaunistică — SPA) din Portugalia întinsă pe o suprafață de 89,35 ha, integral pe uscat.

## Localizare
Centrul sitului Paul da Madriz este situat la coordonatele 40°07′41″N 8°38′16″W / 40.127949°N 8.637712°V.

## Înființare
Situl Paul da Madriz a fost declarat arie de protecție specială avifaunistică în martie 1988 pentru a proteja 31 de specii de animale.

## Biodiversitate
Situată în ecoregiunea mediteraneană, aria protejată nu include niciun habitat protejat.
La baza desemnării sitului se află mai multe specii protejate de  păsări (31): lăcar mare (Acrocephalus arundinaceus), lăcar-de-rogoz (Acrocephalus schoenobaenus), lăcar-de-lac (Acrocephalus scirpaceus), pescăruș albastru (Alcedo atthis), rață lingurar (Anas clypeata), rață pitică (Anas crecca), rață fluierătoare (Anas penelope), rață mare (Anas platyrhynchos), rață pestriță (Anas strepera), fâsă de luncă (Anthus pratensis), stârc roșu (Ardea purpurea), caprimulg (Caprimulgus europaeus), erete de stuf (Circus aeruginosus), cuc (Cuculus canorus), șoimul rândunelelor (Falco subbuteo), muscar negru (Ficedula hypoleuca), becațină comună (Gallinago gallinago), Hippolais polyglotta, rândunică (Hirundo rustica), stârc pitic (Ixobrychus minutus), grelușel-de-zăvoi (Locustella luscinioides), privighetoare (Luscinia megarhynchos), gaia neagră (Milvus migrans), codobatură galbenă (Motacilla alba), codobatura galbenă (Motacilla flava), muscar sur (Muscicapa striata), stârc de noapte (Nycticorax nycticorax), pitulice-fluierătoare (Phylloscopus trochilus), Porphyrio porphyrio, silvie de zăvoi (Sylvia borin), silvie de câmp (Sylvia communis).
Pe lângă speciile protejate, pe teritoriul sitului au mai fost identificate 1 specie de mamifere.